# Kodirani meteorološki izvještaji
Kodirani meteorološki izvještaji su podatci o vremenu koji su kodirani pogodnom metodom.
Meteorološke postaje širom svijeta preko svojih instrumenata prikupljaju podatke o različitim vremenskim uvjetima (temperatura, vlažnost zraka, tlak, vjetar, oborine itd). Na osnovu podataka tvore izvještaje, koje zatim šalju zainteresiranim institucijama.
Zbog skraćivanja vremena primopredaje, kao i zbog jednoobraznosti, izvještaji se kodiraju na pogodan način: zavisno od namjene izvještaja, postoji više različitih formata. Svjetska meteorološka organizacija radi na standardizaciji instrumentacije, prakse promatranja i vremena tih promatranja na svjetskoj razini. Postaje načelno svakog sata emitiraju izvještaje METAR i na 6 sati izvještaje SYNOP. Ovo je primjer sastava tih izvještaja:
```
METAR LYNI 041630Z 19020G26KT 5000 -SHRA BKN110 12/08 Q1016 RMK AO2
AAXX 20181 13388 11697 83501 10038 20020 39973 40226 50001 69902 72162 885// 333 10072
```

Prethodna dva reda su "sirovi podatci" – izvještaji u kodiranom obliku; podatci su stvarni, preuzeti s meteoroloških stranica. Meteo sajtovi imaju tipske obrasce prikazivanja, s nekoliko uobičajenih stavaka: temperatura, vlažnost, tlak, vjetar, oborine... Neke meteorološke stranice, pored dekodiranih podataka, prikazuju i podatke u ovakvom kodiranom obliku. Čitanjem ovih izvještaja možete vidjeti i podatke koji nisu prikazani, a sadržani su u izvještaju.
Na Internetu ima dosta stranica koji daju kodirane meteorološke izvještaje, kao i programa koji te izvještaje mogu dekodirati.

## Napomene
1. 1 2  Na meteorološkim stranicama www.wunderground.com za prikazivanje kodiranih podataka, na izabranoj strani za neko mjesto (npr. za Zagreb  Arhivirana inačica izvorne stranice od 20. srpnja 2008. (Wayback Machine)) u dijelu "Trenutni uvjeti" izabrati "Raw METAR"
2. ↑  Na sajtu Aviation Digital Data Service (ADDS)  Arhivirana inačica izvorne stranice od 15. kolovoza 2009. (Wayback Machine) utipkajte oznaku aerodroma (npr. LDZA, LDSP, LYNI...) i dobit ćete kodirane ili dekodirane podatke.
3. ↑  Na stranicama www.uradio.ku.dk  Arhivirana inačica izvorne stranice od 1. ožujka 2009. (Wayback Machine) se mogu preuzeti arhivirani podaci u SYNOP formatu (pripazite na nadnevak i vrijeme u opisu datoteke).

## Vanjske poveznice
- Državni hidrometeorološki zavod
- Web strana s trenutnim meteo podacima za Hrvatsku
- Web stranica Svjetske meteorološke organizacije (WMO)
- Web stranica Nacionalne agencije za oceane i atmosferu (NOAA)
- Office of the Federal Coordinator for Meteorology - Federal Meteorological Handbook-1 (FMH-1) — Ured saveznog koordinatora za meteorologiju - Savezni meteorološki priručnik I (FMH-1)  Arhivirana inačica izvorne stranice od 20. travnja 1999. (Wayback Machine)
- Hugh Stegman NV6H - Weather Communications Codes — Vremenski komunikacioni kodovi
- Unisys - SYNOP Data Format (FM-12) — Format podataka SYNOP (FM-12)  Arhivirana inačica izvorne stranice od 30. prosinca 2007. (Wayback Machine)
- MetService - Understanding Coded Surface Data — Razumijevanje kodiranih površinskih podataka